# Розарно
Роза̀рно (на италиански: Rosarno) е град и община в Южна Италия, провинция Реджо Калабрия, регион Калабрия. Разположен е на 67 m надморска височина. Населението на общината е 14 833 души (към 2013 г.).
В общинската територия се намират останките на старогръцкия град Медма.